# Kurd Népvédelmi Egységek
A Népvédelmi Egységek vagy Népvédelmi Erők (Kurdul: Yekîneyên Parastina Gel, röviden: YPG) egy kurd fegyveres csoport Észak-Szíriában, Rojavában, a Demokratikus Egyesülés Pártja fegyveres szárnya. A csoport kezdetben védelmi szerepet töltött be a Szíriai polgárháborúban, harcolt minden olyan csoport ellen, amely megpróbálta átvenni az irányítást a kurd területeken.
A Demokratikus Egyesülés Pártja 2004-ben alakult, amikor Kámisli városában kurd zavargások törtek ki. Fegyveres szárnya, a YPG, 2011-ben.
A közelmúltban az Iszlám Állam elleni harca tette ismertté, valamint a 2015 júniusában a Tel Ábjád-i offenzíva.
A YPG demokratikus néphadseregnek tekinti magát, tisztjeit választások útján jelöli ki. Kurdok mellett asszírokat, arabokat, európaiakat és amerikaiakat  is tudhat soraiban.  2012 július végén a kurd harcosok kiszorították a kormányzati erőket: Afrin, Kobanî és Amuda városát sikerült elfoglalni. 2012 decemberére Kámisli város felett is átvették a vezetést. 2014-ben a YPG együttműködött a Szabad Szíriai Hadsereggel, hogy visszaszorítsák az Iszlám Államot. 2018 elején viszont a Szabad Szíriai Hadsereg a török hódítókat támogatja az YPG elleni harcban.

## YPJ
A YPG női szárnya a Női Védelmi Egységek (YPJ).

## Külföldi önkéntesek
2014. október 21-én a YPG elindította a The Lions of Rojava (Rojava oroszlánjai) Facebook oldalt, amely külföldi önkénteseket toboroz.

## Fordítás
Ez a szócikk részben vagy egészben  a   People's Protection Units című a Wikipédia-szócikk ezen változatának fordításán alapul.  Az eredeti cikk szerkesztőit annak laptörténete sorolja fel. Ez a jelzés csupán a megfogalmazás eredetét és a szerzői jogokat jelzi, nem szolgál a cikkben szereplő információk forrásmegjelöléseként.